# デイズ 私がアイツになった時…
『デイズ 私がアイツになった時…』（デイズ わたしがアイツになったとき）は、2014年6月14日に公開された日本映画。TWILIGHT FILEシリーズ26作目。主演は新垣里沙（元モーニング娘。）。

## 登場人物
- 佐伯小夜 　演 - 新垣里沙
- 風間亮 　　演 - 大塚公祐
- 阿河幸子 　演 - 山本博子
- 金子隆史 　演 - 菊池勇輝
- 小山理沙 　演 - 廣重沙織
- 海川浩二 　演 - 原雅
- 日野俊二 　演 - はたけ（シャ乱Q）
- 矢口敦 　　演 - 大仁田厚
- 佐伯雄二 　演 - 高知東生

## スタッフ
- エグゼクティブプロデューサー / 製作 - 神品信市
- プロデューサー - 栗村実　坂井☆高明
- キャスティングプロデューサー – MAKIKO
- 監督 - 山口雄也
- 脚本 – 堀口達哉、山口雄也
- 助監督 - 松岡達也
- 撮影 - 今井裕二
- 録音 - 沼田和夫
- 製作チーフディレクター - 西村克也
- 製作ディレクター – 長岡真央　奥村伸也　加藤聡　中島昌次　上野順司
- 音楽ディレクター - TOSHIMITSU
- 製作 - MIRAI PICTURES JAPAN
- 配給 - MIRAI